# Anàlisi de freqüències

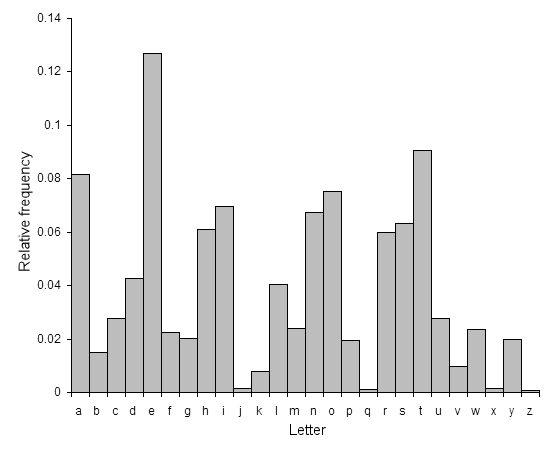
Freqüència de les lletres en un text anglès.

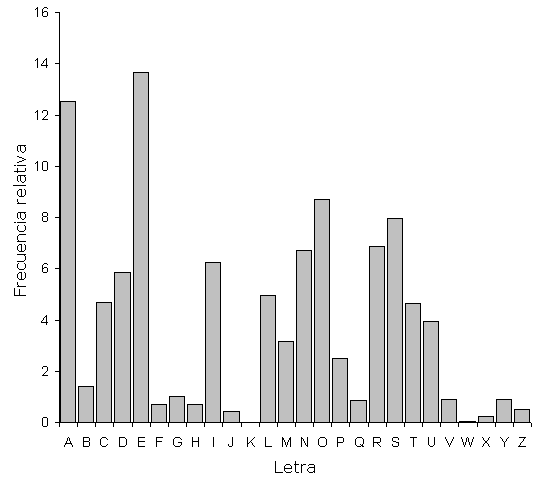
Freqüència de les lletres en un text espanyol.

Dins la criptoanàlisi, l'anàlisi de freqüències és l'estudi de la freqüència de les lletres o grups de lletres en un text xifrat. És un mètode de suport per a la ruptura d'un xifratge clàssic.
L'anàlisi de freqüències està basat en el fet que, donat un text, certes lletres o combinacions de lletres apareixen més sovint que altres, existint diferents freqüències per a elles. És més, hi ha una distribució característica de les lletres que és pràcticament la mateixa per a la majoria d'exemples d'aquest llenguatge. Per exemple, en anglès la lletra E és molt comú, mentre que la X és molt rara. Igualment, les combinacions ST, NG, TH i QU són parells de lletres comuns, mentre que NZ i QJ són rars. La frase mnemotècnica "Etaoin Shrdlu" agrupa les dotze lletres més freqüents en els textos anglesos. A espanyol, les vocals són molt freqüents, ocupant al voltant del 45% del text, sent la E i l'A les que apareixen en més ocasions, mentre que la freqüència sumada de F, Z, J, X, W i K no arriba al 2%.
En alguns cifradores, les propietats naturals del text pla es preserven al text xifrat. Aquests esquemes poden ser potencialment objecte d'atacs de només text xifrat.

## Anàlisi de freqüència per algorismes de substitució simple
En un algorisme de substitució simple, cada lletra del text pla es reemplaça per una altra i una lletra donada del text pla sempre serà transformada a la mateixa lletra en el missatge xifrat. Per exemple, totes les  i  es convertiran en  X . Un text xifrat amb una alta freqüència de lletres  X  podria suggerir al criptoanalistes que l' X  representa la lletra  i .
L'ús bàsic de l'anàlisi de freqüències consisteix en primer calcular la freqüència de les lletres que apareixen en el text xifrat i després associar lletres de text pla a elles. Una gran freqüència de  X  podria suggerir que les  X  són  i , però això no és sempre cert, ja que les lletres  a  i  o  tenen una freqüència molt alta també en espanyol. No obstant això, si serà difícil que les  X  representin, en aquest cas a la  k  o l' w . Per això, els criptoanalistes podrien haver d'intentar diverses combinacions fins a desxifrar el text.
Estadístiques més complexes podrien ser usades, com considerar els parells de lletres o fins i tot trios. Això es fa per proporcionar més informació al criptoanalistes. Per exemple, les lletres  q  i  u  van gairebé sempre juntes en espanyol, mentre que la  q  sola és molt rara.

## Ús en la Història

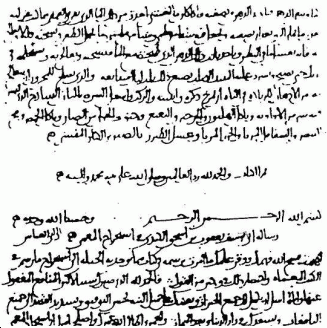
Primera pàgina d Un manuscrit per al desxifratge de missatges criptogràfics, de Al-Kindi.

La primera explicació ben documentada de l'anàlisi de freqüències (de fet de qualsevol tipus de criptoanàlisi) va ser donada al segle ix pel filòsof àrab Al-Kindi En  Un manuscrit per al desxifratge de missatges criptogràfics  (Ibraham, 1992). S'ha suggerit que l'estudi intens de l'Alcorà va revelar que l'àrab tenia una característica freqüència de lletres. El seu ús es va estendre i va ser tan usat a Europa durant el Renaixement que es van inventar pautes per intentar burlar l'estudi de les freqüències. Aquestes incloïen:
- L'ús d'alternatives per a les lletres més comunes. Així, per exemple, les lletres X i Y trobades en el text xifrat podrien significar E en el text.
- Xifratge polialfabètic, és a dir, l'ús de diversos alfabets per al xifratge. Leone Alberti sembla el primer a haber-ho suggerit.
- Substitució poligràfica , esquemes on parells o tríades de lletres eren xifrades com una sola unitat. Per exemple, el Xifratge Playfair, inventat per Charles Wheatstone a mitjans del segle xix.

Una desavantatge de tots aquests intents de derrotar l'anàlisi de freqüències és que complicaven tant el xifratge com el desxifratge de les dades, provocant errors.
Les màquines de rotors de la primera meitat del segle XX (per exemple, màquina Enigma) eren essencialment immunes a l'anàlisi de freqüències directe, encara que altres tipus d'anàlisi van aconseguir decodificar els missatges d'aquests aparells.
L'anàlisi de freqüències només requereix un coneixement bàsic de les estadístiques del text pla i certa perícia resolent problemes. Durant la Segona Guerra Mundial, tant els britànics com els nord-americans van reclutar trenca-codis  posant puzzles i mots encreuatss en els diaris i realitzant concursos per veure qui els resolia més ràpidament. Molts dels xifrats usats per l'Eix eren vulnerables a l'anàlisi de freqüències (per exemple, alguns dels missatges xifrats usats pels consolats japonesos). Els mètodes mecànics del recompte de lletres i l'anàlisi de les estadístiques (generalment màquines de targetes perforades d'IBM) van ser usades durant la II Guerra Mundial, sent els pioners probablement els membres del SIS nord-americà. Avui en dia, el treball de comptar lletres i analitzar freqüències ha estat deixat a programes informàtics, que poden realitzar aquests comptes en segons. Amb la potència computacional actual, els mètodes de xifrat clàssic donen poca protecció real per a la privadesa dels missatges.